# Megaceryle lugubris
Megaceryle lugubris е вид птица от семейство Cerylidae. Видът е незастрашен от изчезване.

## Разпространение
Разпространен е в Афганистан, Бангладеш, Бутан, Китай, Индия, Япония, Северна Корея, Лаос, Мианмар, Непал, Пакистан, Тайланд и Виетнам.